# スピノルフィン
スピノルフィン（英：Spinorphin）は、ヘモルフィンファミリーの内因性非古典的オピオイドペプチドであり、最初にウシの脊髄から分離され（そのため、接頭辞としてspin-が付けられている）、内因性のエンケファリンペプチドを分解する酵素の一種であるエンケファリナーゼのレギュレーターとして作用する。これは、アミノペプチダーゼN（APN）、ジペプチジルペプチダーゼIII（DPP3）、アンジオテンシン変換酵素（ACE）、中性エンドペプチダーゼ（NEP）を阻害することによって機能する。スピノルフィンはヘプタペプチドであり、アミノ酸配列はLeu-Val-Val-Tyr-Pro-Trp-Thr（LVVYPWT）である。は、antinociceptive、antiallodynic、抗炎症作用を持つことが観察されている。スピノルフィンの作用機序（例えば、エンケファリナーゼを阻害する作用）は完全には解明されていないが、P2X3受容体のアンタゴニスト、FP1受容体の弱いパーシャルアゴニスト・アンタゴニストとして作用することがわかっている。